# Circoscrizione Grande Polonia
La circoscrizione Grande Polonia è una circoscrizione elettorale per l'elezione dei membri del Parlamento europeo spettanti alla Polonia.

## Storia
La circoscrizione venne creata dalla legge 23 gennaio 2004, senza assegnarle formalmente un nome, ma solamente un numero.

## Territorio
La circoscrizione comprende, fin dalla sua istituzione, l'intero territorio del voivodato della Grande Polonia.

## Risultati

### VI legislatura
| Partito                            | Partito                                                 | Risultati 13 giugno 2004 | Risultati 13 giugno 2004 | Risultati 13 giugno 2004 | Seggi | Seggi |
| Partito                            | Partito                                                 | Voti                     | %                        | ±                        | Num   | ±     |
| ---------------------------------- | ------------------------------------------------------- | ------------------------ | ------------------------ | ------------------------ | ----- | ----- |
|                                    | Piattaforma Civica                                      | 109 861                  | 20,73                    | n.d.                     | 1     | n.d.  |
|                                    | Lega delle Famiglie Polacche                            | 69 703                   | 13,15                    | n.d.                     | 1     | n.d.  |
|                                    | Alleanza della Sinistra Democratica - Unione del Lavoro | 63 046                   | 11,90                    | n.d.                     | 1     | n.d.  |
|                                    | Autodifesa della Repubblica Polacca                     | 60 489                   | 11,41                    | n.d.                     | 1     | n.d.  |
|                                    | Diritto e Giustizia                                     | 57 361                   | 10,82                    | n.d.                     | 1     | n.d.  |
|                                    | Unione della Libertà                                    | 56 849                   | 10,73                    | n.d.                     | 1     | n.d.  |
|                                    | Partito Popolare Polacco                                | 37 779                   | 7,13                     | n.d.                     | 0     | n.d.  |
|                                    | Socialdemocrazia Polacca                                | 18 694                   | 3,53                     | n.d.                     | 0     | n.d.  |
|                                    | Iniziativa per la Polonia                               | 15 061                   | 2,84                     | n.d.                     | 0     | n.d.  |
|                                    | Comitato Elettorale Nazionale                           | 14 600                   | 2,76                     | n.d.                     | 0     | n.d.  |
|                                    | Unione per la Politica Reale                            | 7 142                    | 1,35                     | n.d.                     | 0     | n.d.  |
|                                    | Confederazione del Movimento di Difesa dei Disoccupati  | 6 399                    | 1,21                     | n.d.                     | 0     | n.d.  |
|                                    | Coalizione Civica Nazionale                             | 6 070                    | 1,15                     | n.d.                     | 0     | n.d.  |
|                                    | KPEiR-PLD                                               | 4 112                    | 0,78                     | n.d.                     | 0     | n.d.  |
|                                    | Partito Polacco del Lavoro                              | 2 759                    | 0,52                     | n.d.                     | 0     | n.d.  |
|                                    |                                                         |                          |                          |                          |       |       |
| Iscritti                           | Iscritti                                                | 2 595 256                | 100,00                   |                          |       |       |
| ↳ Votanti (% su iscritti)          | ↳ Votanti (% su iscritti)                               | 549 917                  | 21,19                    | n.d.                     |       |       |
| ↳ Voti validi (% su votanti)       | ↳ Voti validi (% su votanti)                            | 529 925                  | 96,36                    |                          |       |       |
| ↳ Schede non valide (% su votanti) | ↳ Schede non valide (% su votanti)                      | 19 992                   | 3,64                     |                          |       |       |
| ↳ Astenuti (% su iscritti)         | ↳ Astenuti (% su iscritti)                              | 2 045 339                | 78,81                    |                          |       |       |

| Eletti | Eletti          |
| ------ | --------------- |
|        | Filip Kaczmarek |
|        | Witold Tomczak  |
|        | Marek Siwiec    |
|        | Jan Masiel      |
|        | Marcin Libicki  |
|        | Jan Kułakowski  |

### VII legislatura
| Partito                            | Partito                                                 | Risultati 7 giugno 2009 | Risultati 7 giugno 2009 | Risultati 7 giugno 2009 | Seggi | Seggi   |
| Partito                            | Partito                                                 | Voti                    | %                       | ±                       | Num   | ±       |
| ---------------------------------- | ------------------------------------------------------- | ----------------------- | ----------------------- | ----------------------- | ----- | ------- |
|                                    | Piattaforma Civica                                      | 289 442                 | 45,79                   | 25,06                   | 2     | 1       |
|                                    | Diritto e Giustizia                                     | 121 216                 | 19,17                   | 8,35                    | 1     | Stabile |
|                                    | Alleanza della Sinistra Democratica - Unione del Lavoro | 94 180                  | 14,90                   | 3,00                    | 1     | Stabile |
|                                    | Partito Popolare Polacco                                | 52 716                  | 8,34                    | 1,21                    | 1     | 1       |
|                                    | Intesa per il Futuro - Centro-sinistra                  | 23 777                  | 3,76                    | n.d.                    | 0     | n.d.    |
|                                    | Destra della Repubblica                                 | 18 273                  | 2,89                    | n.d.                    | 0     | n.d.    |
|                                    | Autodifesa della Repubblica Polacca                     | 12 725                  | 2,01                    | 9,40                    | 0     | 1       |
|                                    | Unione per la Politica Reale                            | 7 621                   | 1,21                    | 0,14                    | 0     | Stabile |
|                                    | Libertas Polonia                                        | 6 703                   | 1,06                    | n.d.                    | 0     | n.d.    |
|                                    | Partito Polacco del Lavoro                              | 5 517                   | 0,87                    | 0,35                    | 0     | Stabile |
|                                    |                                                         |                         |                         |                         |       |         |
| Iscritti                           | Iscritti                                                | 2 685 054               | 100,00                  |                         |       |         |
| ↳ Votanti (% su iscritti)          | ↳ Votanti (% su iscritti)                               | 647 818                 | 24,13                   | 2,94                    |       |         |
| ↳ Voti validi (% su votanti)       | ↳ Voti validi (% su votanti)                            | 632 170                 | 97,58                   |                         |       |         |
| ↳ Schede non valide (% su votanti) | ↳ Schede non valide (% su votanti)                      | 15 648                  | 2,42                    |                         |       |         |
| ↳ Astenuti (% su iscritti)         | ↳ Astenuti (% su iscritti)                              | 2 037 236               | 75,87                   |                         |       |         |

| Eletti | Eletti               |
| ------ | -------------------- |
|        | Sidonia Jędrzejewska |
|        | Filip Kaczmarek      |
|        | Konrad Szymański     |
|        | Marek Siwiec         |
|        | Andrzej Grzyb        |

### VIII legislatura
| Partito                            | Partito                                                 | Risultati 25 maggio 2014 | Risultati 25 maggio 2014 | Risultati 25 maggio 2014 | Seggi | Seggi   |
| Partito                            | Partito                                                 | Voti                     | %                        | ±                        | Num   | ±       |
| ---------------------------------- | ------------------------------------------------------- | ------------------------ | ------------------------ | ------------------------ | ----- | ------- |
|                                    | Piattaforma Civica                                      | 192 801                  | 32,95                    | 12,84                    | 2     | Stabile |
|                                    | Diritto e Giustizia                                     | 142 675                  | 24,38                    | 5,21                     | 1     | Stabile |
|                                    | Alleanza della Sinistra Democratica - Unione del Lavoro | 74 695                   | 12,77                    | 2,13                     | 1     | Stabile |
|                                    | Partito Popolare Polacco                                | 61 431                   | 10,50                    | 2,16                     | 1     | Stabile |
|                                    | Congresso della Nuova Destra                            | 40 540                   | 6,93                     | n.d.                     | 0     | n.d.    |
|                                    | Europa Plus - Twój Ruch                                 | 29 112                   | 4,98                     | n.d.                     | 0     | n.d.    |
|                                    | Polonia Solidale                                        | 20 816                   | 3,56                     | n.d.                     | 0     | n.d.    |
|                                    | Polonia Insieme                                         | 16 144                   | 2,76                     | n.d.                     | 0     | n.d.    |
|                                    | Movimento Nazionale                                     | 6 905                    | 1,18                     | n.d.                     | 0     | n.d.    |
|                                    |                                                         |                          |                          |                          |       |         |
| Iscritti                           | Iscritti                                                | 2 720 826                | 100,00                   |                          |       |         |
| ↳ Votanti (% su iscritti)          | ↳ Votanti (% su iscritti)                               | 609 993                  | 22,42                    | 1,71                     |       |         |
| ↳ Voti validi (% su votanti)       | ↳ Voti validi (% su votanti)                            | 585 119                  | 95,92                    |                          |       |         |
| ↳ Schede non valide (% su votanti) | ↳ Schede non valide (% su votanti)                      | 24 874                   | 4,08                     |                          |       |         |
| ↳ Astenuti (% su iscritti)         | ↳ Astenuti (% su iscritti)                              | 2 110 833                | 77,58                    |                          |       |         |

| Eletti | Eletti                       |
| ------ | ---------------------------- |
|        | Agnieszka Kozłowska-Rajewicz |
|        | Adam Szejnfeld               |
|        | Ryszard Czarnecki            |
|        | Krystyna Łybacka             |
|        | Andrzej Grzyb                |

### IX legislatura
| Partito                            | Partito                            | Risultati 26 maggio 2019 | Risultati 26 maggio 2019 | Risultati 26 maggio 2019 | Seggi | Seggi |
| Partito                            | Partito                            | Voti                     | %                        | ±                        | Num   | ±     |
| ---------------------------------- | ---------------------------------- | ------------------------ | ------------------------ | ------------------------ | ----- | ----- |
|                                    | Coalizione Europea                 | 518 706                  | 43,25                    | n.d.                     | 2     | n.d.  |
|                                    | Diritto e Giustizia                | 460 432                  | 38,39                    | 14,01                    | 2     | 1     |
|                                    | Primavera                          | 93 504                   | 7,80                     | n.d.                     | 1     | n.d.  |
|                                    | Confederazione                     | 55 970                   | 4,67                     | n.d.                     | 0     | n.d.  |
|                                    | Kukiz'15                           | 51 500                   | 4,29                     | n.d.                     | 0     | n.d.  |
|                                    | Lewica Razem                       | 19 226                   | 1,60                     | n.d.                     | 0     | n.d.  |
|                                    |                                    |                          |                          |                          |       |       |
| Iscritti                           | Iscritti                           | 2 699 054                | 100,00                   |                          |       |       |
| ↳ Votanti (% su iscritti)          | ↳ Votanti (% su iscritti)          | 1 210 777                | 44,86                    | 22,44                    |       |       |
| ↳ Voti validi (% su votanti)       | ↳ Voti validi (% su votanti)       | 1 199 338                | 99,06                    |                          |       |       |
| ↳ Schede non valide (% su votanti) | ↳ Schede non valide (% su votanti) | 11 439                   | 0,94                     |                          |       |       |
| ↳ Astenuti (% su iscritti)         | ↳ Astenuti (% su iscritti)         | 1 488 277                | 55,14                    |                          |       |       |

| Eletti | Eletti                 |
| ------ | ---------------------- |
|        | Ewa Kopacz             |
|        | Leszek Miller          |
|        | Andżelika Możdżanowska |
|        | Zdzisław Krasnodębski  |
|        | Sylwia Spurek          |

### X legislatura
| Partito                            | Partito                                        | Risultati 9 giugno 2024 | Risultati 9 giugno 2024 | Risultati 9 giugno 2024 | Seggi | Seggi |
| Partito                            | Partito                                        | Voti                    | %                       | ±                       | Num   | ±     |
| ---------------------------------- | ---------------------------------------------- | ----------------------- | ----------------------- | ----------------------- | ----- | ----- |
|                                    | Coalizione Civica                              | 399 299                 | 38,85                   | n.d.                    | 2     | n.d.  |
|                                    | Destra Unita                                   | 297 286                 | 28,92                   | 9,47                    | 1     | 1     |
|                                    | Confederazione                                 | 135 416                 | 13,18                   | 8,51                    | 1     | 1     |
|                                    | Terza Via                                      | 94 951                  | 9,24                    | n.d.                    | 1     | n.d.  |
|                                    | La Sinistra                                    | 82 845                  | 8,06                    | n.d.                    | 1     | n.d.  |
|                                    | Bezpartyjni Samorządowcy                       | 7 761                   | 0,76                    | n.d.                    | 0     | n.d.  |
|                                    | Paese Normale                                  | 5 460                   | 0,53                    | n.d.                    | 0     | n.d.  |
|                                    | Polonia Liberale - Sciopero degli Imprenditori | 2 437                   | 0,24                    | n.d.                    | 0     | n.d.  |
|                                    | PolExit                                        | 2 366                   | 0,23                    | n.d.                    | 0     | n.d.  |
|                                    |                                                |                         |                         |                         |       |       |
| Iscritti                           | Iscritti                                       | 2 642 860               | 100,00                  |                         |       |       |
| ↳ Votanti (% su iscritti)          | ↳ Votanti (% su iscritti)                      | 1 034 857               | 39,16                   | 5,70                    |       |       |
| ↳ Voti validi (% su votanti)       | ↳ Voti validi (% su votanti)                   | 1 027 821               | 99,32                   |                         |       |       |
| ↳ Schede non valide (% su votanti) | ↳ Schede non valide (% su votanti)             | 7 036                   | 0,68                    |                         |       |       |
| ↳ Astenuti (% su iscritti)         | ↳ Astenuti (% su iscritti)                     | 1 608 003               | 60,84                   |                         |       |       |

| Eletti | Eletti                   |
| ------ | ------------------------ |
|        | Ewa Kopacz               |
|        | Michał Wawrykiewicz      |
|        | Marlena Maląg            |
|        | Anna Bryłka              |
|        | Krzysztof Hetman         |
|        | Joanna Scheuring-Wielgus |